# Galathea cenarroi
Galathea cenarroi is een tienpotigensoort uit de familie van de Galatheidae. De wetenschappelijke naam van de soort is voor het eerst geldig gepubliceerd in 1968 door Zariquiey Álvarez.